# Rodwaya
Rodwaya is een monotypisch geslacht van schimmels behorend tot de familie Paxillaceae. Het geslacht bevat slechts een soort, namelijk Rodwaya infundibuliformis.